# Stratumse Watermolen
De Stratumse Watermolen was een watermolen op de Dommel, die voor het eerst vermeld werd in 1340.
Deze watermolen lag juist ten zuiden van de vroegere omwalling van Eindhoven, daar waar het huidige Van Abbemuseum ligt. In 1442 wordt ze als korenmolen vermeld.
De Stratumse Watermolen was een banmolen, wat zeggen wil dat men verplicht was het meel op deze molen te malen. De molen was eigendom van de heren van Eindhoven. Toen Filips Willem van Oranje heer van Eindhoven was, werd de molen wel de princenmolen genoemd.
In 1812 werd de watermolen verkocht aan de textielfabrikant Smits, die deze gebruikte voor de aandrijving van spinmachines. Daartoe werd een fabrieksgebouw opgericht dat Den Bouw werd genoemd. Dit gebouw brandde af in 1896. De resten ervan werden, samen met de watermolen, gesloopt in 1928. Ook de molenkolk werd toen gedempt.
In 2002 werden opgravingen verricht en werden de fundamenten blootgelegd. Deze zijn tegenwoordig te zien in de tuin van het Van Abbemuseum.

## Nabijgelegen watermolens
Stroomopwaarts langs de Dommel vindt men de Genneper Watermolen en stroomafwaarts vond men de Woenselse Watermolen.